# 4801-es mellékút (Magyarország)
A 4801-es mellékút egy közel 15 kilométeres hosszúságú, négy számjegyű mellékút Hajdú-Bihar vármegye keleti részén: Kaba városától vezet Sárrétudvariig.

## Nyomvonala
Kaba lakott területének délkeleti széle közelében ágazik ki a 4802-es útból, annak az 1+350-es kilométerszelvénye táján, dél-délnyugat felé. Bárándi utca néven húzódik a belterület széléig, amit alig fél kilométer után hagy maga mögött. Mintegy 800 méter után keresztezi a 3407-es utat, nem messze annak a 14. kilométerétől.
4,3 kilométer után, egy kisebb vízfolyást átszelve átlép Báránd határai közé; 6,6 kilométer után szintben keresztezi a Püspökladány–Biharkeresztes-vasútvonal nyomvonalát, Báránd vasútállomás térségének nyugati széle mellett, majd belép e község belterületére. Egy rövid időre délkeletnek fordul, a Vasút utca nevet felvéve, majd kiágazik belőle az állomást kiszolgáló 48 301-es számú mellékút, s ugyanott visszakanyarodik a korábban követett, délnyugati irányhoz, Vörösmarty Mihály út néven. 7,8 kilométer után, a központban keresztezi a 42-es főutat, annak a 13+100-as kilométerszelvénye közelében; egy darabig még ezután is változatlan néven folytatódik, a belterület legdélebbi részén pedig a Sziget utca nevet veszi fel; a község utolsó házait a kilencedik kilométere táján hagyja el.
A 10+350-es kilométerszelvénye közelében éri el Sárrétudvari határszélét, egy darabig a falu határvonalát követi, de még a 11. kilométerének elérése előtt teljesen annak területére érkezik. 13,4 kilométer után éri el a belterület északi szélét, a Bárándi utca nevet felvéve, utolsó szakaszán pedig József Attila utca a neve. A település központjában ér véget, beletorkollva a 4212-es útba, annak a 7+450-es kilométerszelvénye közelében.
Teljes hossza, az országos közutak térképes nyilvántartását szolgáló kira.kozut.hu adatbázisa szerint 14,716 kilométer.

## Története
A Kartográfiai Vállalat 1990-ben megjelentetett Magyarország autóatlasza a teljes szakaszát kiépített, portalanított útként tünteti fel.

## Települések az út mentén
- Kaba
- Báránd
- Sárrétudvari